# Screen Actors Guild

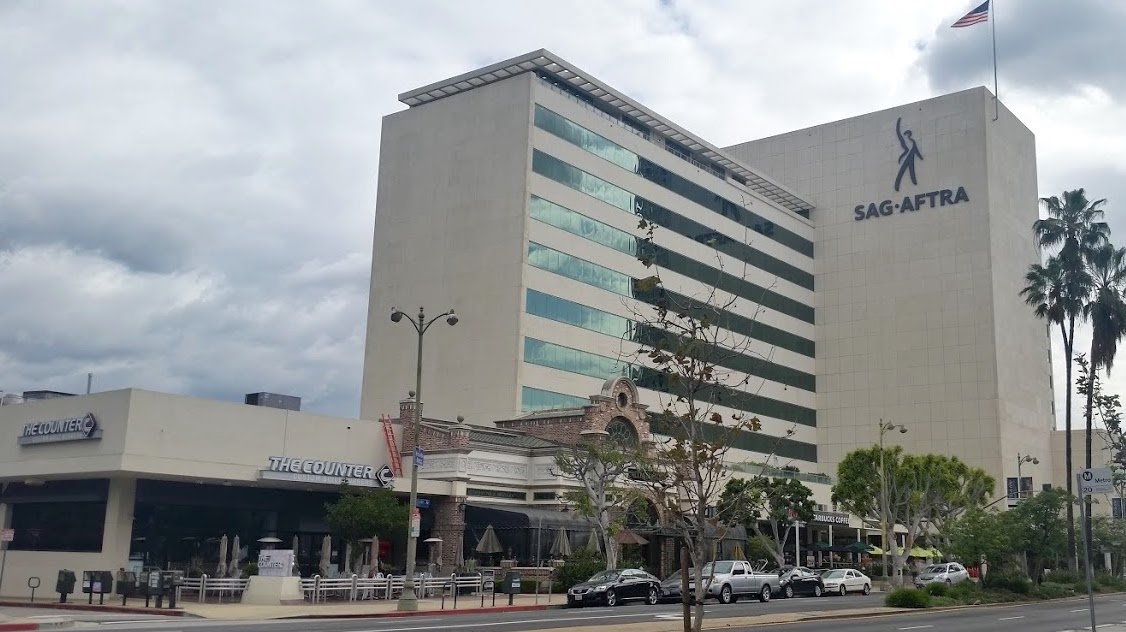
Siedziba SAG-AFTRA w Los Angeles (2015)

Screen Actors Guild (SAG; pol. Gildia Aktorów Ekranowych) – związek zawodowy zrzeszający około 120 tys. amerykańskich aktorów. Od 1995 przyznaje on corocznie własne wyróżnienia – nagrodę Gildii Aktorów Ekranowych. 
Po połączeniu z American Federation of Television and Radio Artists, inną organizacją tego rodzaju, SAG przekształciło się 30 marca 2012 w SAG-AFTRA.

## Lista prezesów
- 1933–1933: Ralph Morgan
- 1933–1935: Eddie Cantor
- 1935–1938: Robert Montgomery
- 1938–1940: Ralph Morgan
- 1940–1942: Edward Arnold
- 1942–1944: James Cagney
- 1944–1946: George Murphy
- 1946–1947: Robert Montgomery
- 1947–1952: Ronald Reagan
- 1952–1957: Walter Pidgeon
- 1957–1958: Leon Ames
- 1958–1959: Howard Keel
- 1959–1960: Ronald Reagan
- 1960–1963: George Chandler
- 1963–1965: Dana Andrews
- 1965–1971: Charlton Heston
- 1971–1973: John Gavin
- 1973–1975: Dennis Weaver
- 1975–1979: Kathleen Nolan
- 1979–1981: William Schallert
- 1981–1985: Edward Asner
- 1985–1988: Patty Duke
- 1988–1995: Barry Gordon
- 1995–1999: Richard Masur
- 1999–2001: William Daniels
- 2001–2005: Melissa Gilbert
- 2005–2009: Alan Rosenberg
- 2009–2012: Ken Howard